# Roman Hladix
Roman Ivànovitx Hladix (en ucraïnès Роман Іванович Гладиш; 12 d'octubre de 1995) és un ciclista ucraïnès especialista en el ciclisme en pista.

## Palmarès en ruta
- 2016
  - Vencedor d'una etapa a la Polònia-Ucraïna

## Palmarès en pista
- 2014
  -  Campió d'Ucraïna en Persecució per equips
- 2015
  -  Campió d'Ucraïna en Scratch
  -  Campió d'Ucraïna en Òmnium
  -  Campió d'Ucraïna en Persecució per equips